# Lewisport, Kentucky
Lewisport är en stad (city) i Hancock County i delstaten Kentucky, USA. 2010 hade staden 1 670 invånare.